# Rolf Roggendorf
Rolf Roggendorf (Colònia, 3 de maig de 1939) va ser un ciclista alemany, que es va especialitzar en el ciclisme en pista. Va participar 85 cops en curses de sis dies, i malgrat no va aconseguir la victòria final mai, si que va pujar al podi diferents cops.

## Palmarès en pista
- 1960
  -  Campió d'Alemanya en Tàndem (amb August Rieke)

## Palmarès en ruta
- 1961
  - Vencedor d'una etapa a la Volta a Alemanya